# Bode (Nepal)
Bode (nep. बोडे, Bodegau) – miejscowość w centralnej części Nepalu w Dolinie Katmandu, leżąca na północ od Thimi i Nagadesh w strefie Bagmati. Znajduje się w niej XVI-wieczna świątynia Mahalakszmi Mandir. Według narodowego spisu powszechnego w 2001 roku mieszka tu 6152 osób w 1011 domach.